# Fläckpardalot
Fläckpardalot (Pardalotus punctatus, svenskt nylatinskt uttal IPA /pardaˈloːtɵs puŋkˈtɑːtɵs/) är en fågel som är endemisk till Australien.

## Utseende och läte
Fläckpardaloten är 8 till 9,5 centimeter lång. Hjässan är svart med rader av vita fläckar. Fläckarna är så väldefinierade och tydliga, så att de snarast kan kallas prickar. Vingar och stjärt är svarta med vita fläckar. Ögonbrynsstrecket är vitt, och undergumpen är kastanjebrun. Övre stjärttäckare är röda. Könsspecifikt för hanen är att hakan och undre stjärttäckarna är klargula; ryggen är fawn med kyllerfärgade fläckar. Könsspecifikt för honan är att hakan är gräddfärgad och hjässans fläckar gula. Ungfågeln liknar honan med blekare hjässa, nästan utan fläckar.
Lätet består  vanligen av fyra klara toner, varav de första två ofta låter som en ton. De två senare tonerna är högre.

## Utbredning, systematik och evolution

### Utbredning
Fläckpardaloten finns längs Australiens östkust, ungefär från Cairns till Sydaustralien, och i Great Dividing Range innanför kusten, och i låglänta och höglänta delar av Tasmanien. Arten finns även i sydvästra Västaustralien och i inlandet nära Great Dividing Range.

### Underarter
Fläckpardalot delas in i tre underarter:
- Pardalotus punctatus millitaris – förekommer i nordöstra Queensland (Atherton Tablelands) till centrala Townsville)
- Pardalotus punctatus punctatus – förekommer från sydöstra Queensland till South Australia, Tasmanien, sydvästra South Australia
- Pardalotus punctatus xanthopyge – förekommer från sydvästra Western Australia till nordvästra Victoria och södra-centrala New South Wales, Kangaroo Island

Pardalotus punctatus xanthopyge ansågs tidigare vara en annan art, Pardalotus xanthopygus, på engelska kallad yellow‑rumped pardelote.

### Besläktade arter och högretaxa
Eftersom den tidigare erkända arten Pardalotus xanthopygus nu räknas som underarten Pardalotus punctatus xanthopyge blir den närmaste släktingen tasmanpardaloten.
Släktet Pardalotus är enda släkte i familjen Pardalotidae (pardaloter) inom ordningen tättingar; se Pardaloter för vidare släktskapsförhållanden.

### Flyttning
Fläckpardaloten lämnar på vintern regndrabbade höglänta områden, och beger sig till inlandet och nordliga kustområden.

## Ekologi och levnadssätt

### Biotop
Fläckpardaloten bebor och häckar i eukalyptusskogar. Den återfinns i träkronor, med kan ses vid marken när den häckar.

### Föda
Fläckpardaloten äter små leddjur. Den syns ofta uppochnedhängande i trädkronor under födosöket. Många fläckpardaloter äter rundbladloppornas skylande höljen av stelnad honungsdagg (engelska lerp, av wemba wemba lerep); detta födosök ger upphov till ett karakteristiskt knäppande ljud.

### Häckning
Fläckpardaloten häckar från september till januari September, stundom tidigare (augusti) i norr och senare (till mars) i söder. Boet är en barkfodrad kammare vid slutet av en tunnel, som grävs i lös jord i en backe eller rasslänt. Båda könen bygger boet. De vita äggen är ungefär fyra stycken. Arten hävdar revir, så bona ligger åtskilda från varandra. Ruvningstid och ungars tid i boet är långa.

## Nomenklatur‑ och forskningshistoria
Arten fläckpardalot beskrevs först av George Shaw (teckning av Frederick Polydore Nodder) 1792 som Pipra punctata, engelskt namn ”speckled manakin”. George Shaw medgav, att intet var känt om arten utom utseendet. Släktet Pardalotus infördes av Louis Pierre Vieillot 1816 med fläckpardalot som enda art. Fram till 1999 utfördes sedan flera utredningar för att avgöra, huruvida arten fläckpardaloten omfattar den typ, som nu räknas som underarten Pardalotus punctatus xanthopyge.

## Artnamnets och trivialnamnensetymologier

### Vetenskapligaartnamnetsetymologi
Släktnamnet gavs av Louis Pierre Vieillot efter grekiska pardalōtos, ”leopardläckig”,, av πάρδαλις, leopard. Artepitetet punctatus valdes i sin feminina form punctata af George Shaw; det är nylatin för ”fläckig”.

### Trivialnamn
De svenska och engelska trivialnamnen är härledda från det vetenskapliga namnet. Det obsloleta engelska trivialnamnet speckled manakin kommer av nederländska manneken (liten man).

## Status och hot
Arten har ett stort utbredningsområde, men tros minska i antal, dock inte tillräckligt kraftigt för att den ska betraktas som hotad. Internationella naturvårdsunionen IUCN listar arten som livskraftig (LC).

## Fläckpardaloten och människan

### Namn på ett australiskt språk
På nyungar kallas fläckpardaloten widopwidop eller bilyabit; dessa namn används även för strimpardaloten.

### Nattfridstörare
Fläckpardalotens enda samspel med människan är att lätet, uppfattat som ”sleep‑maybe”, håller folk vakna om nätterna under häckningen; den kallas därför ”headache bird” (huvudverksfågel).

## Bilder

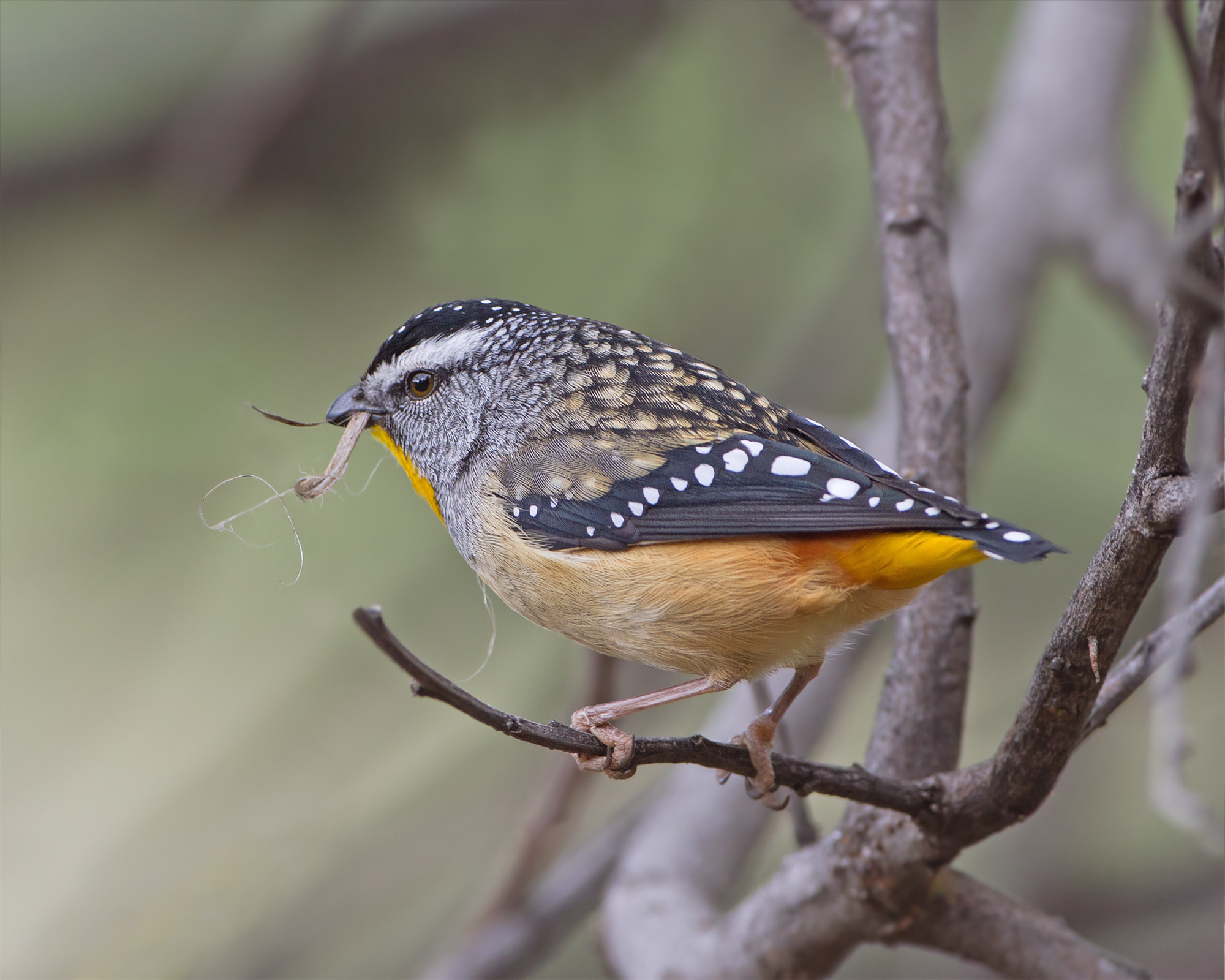
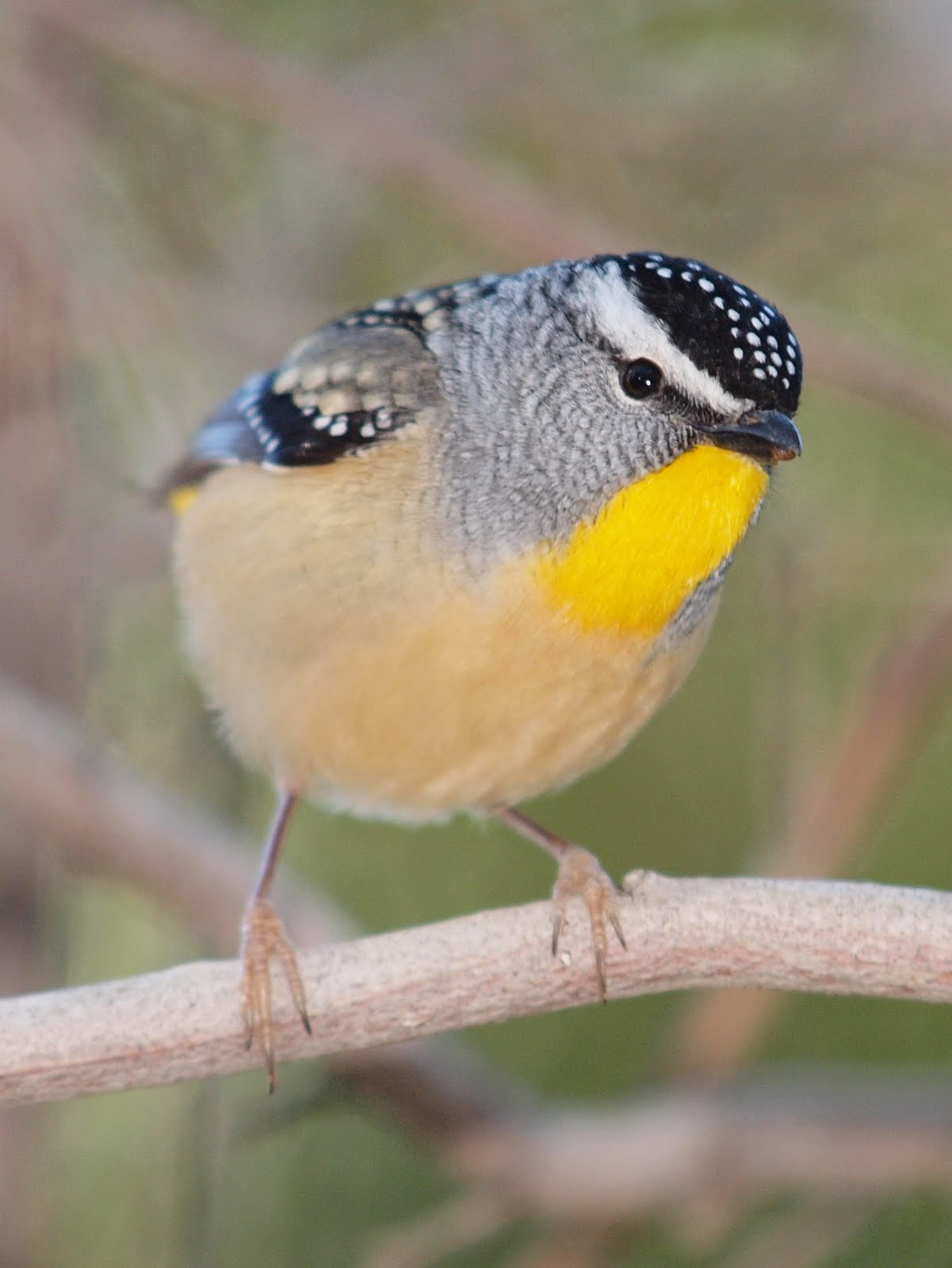
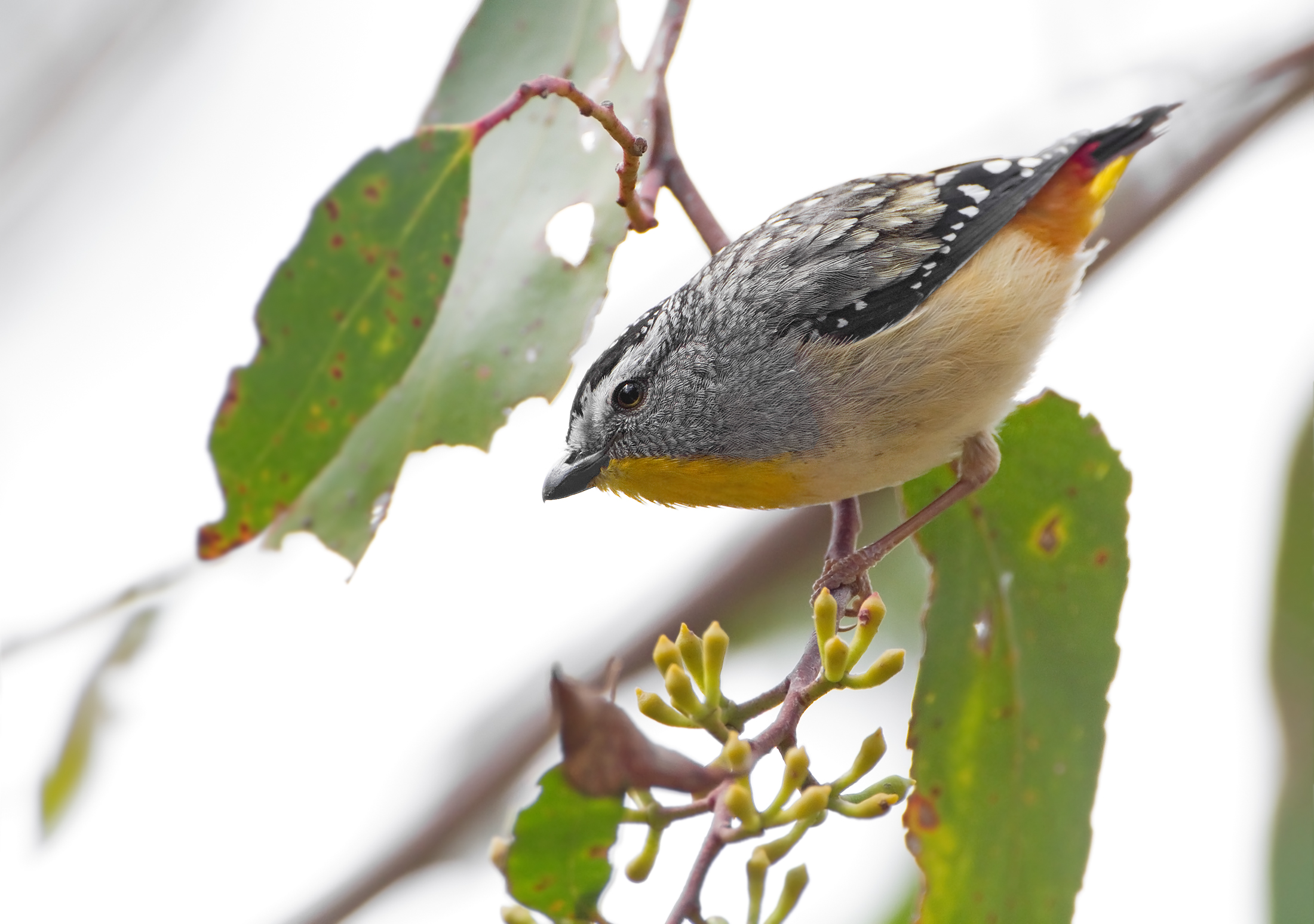
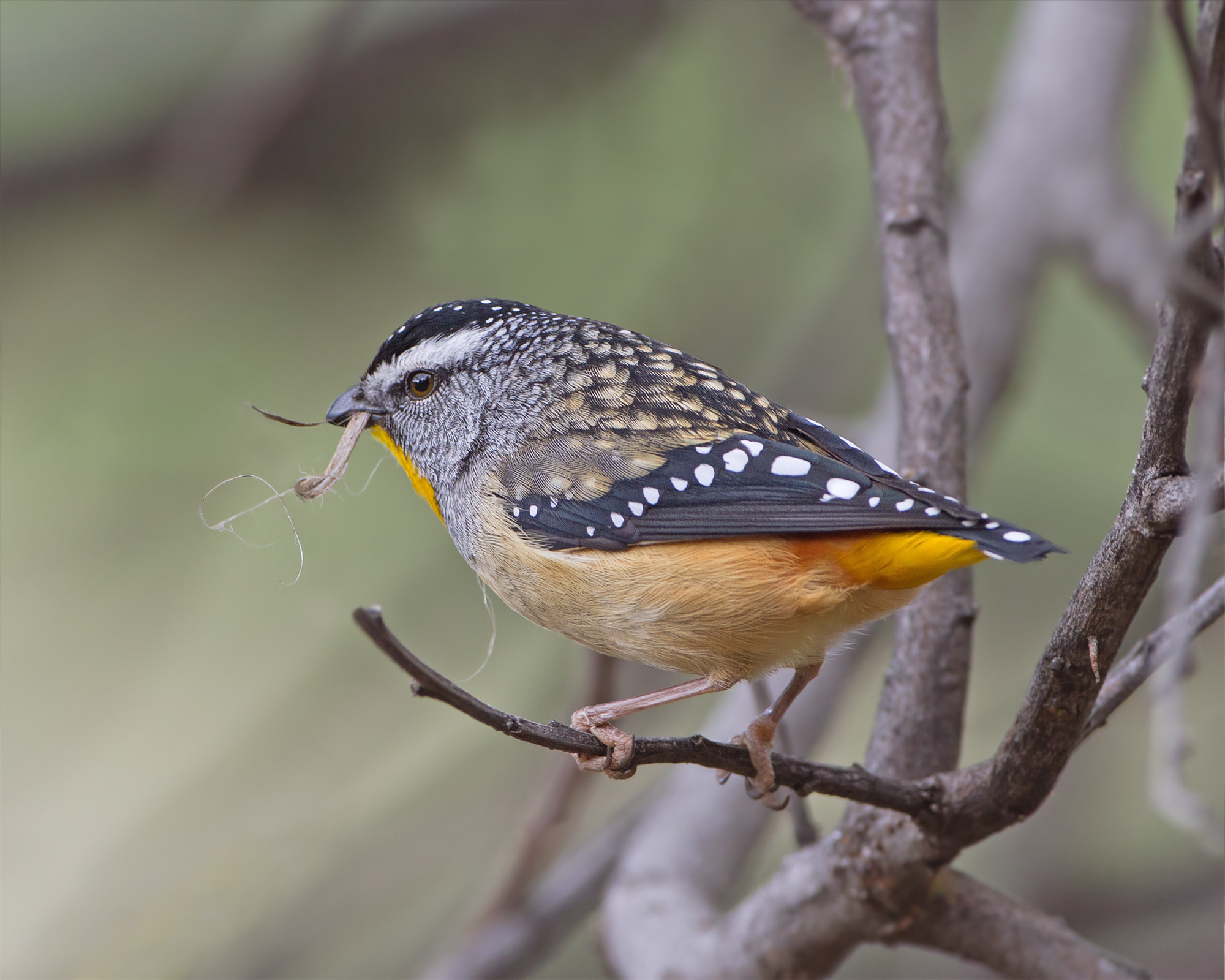